# Yael Shelbia

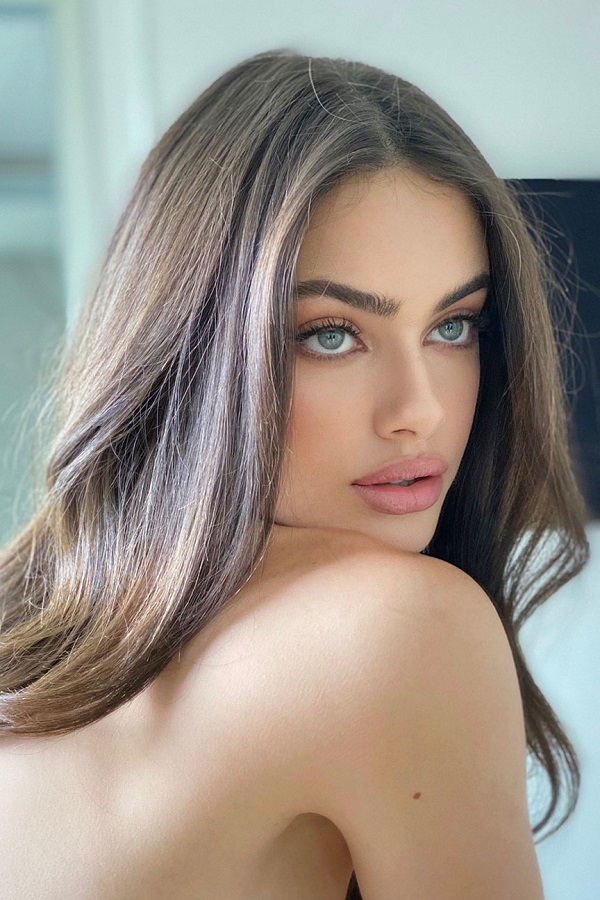
Yael Shelbia (2021)

Yael Shelbia Cohen (hebräisch יעל שלביה כהן; * 31. August 2001 in Naharija) ist ein israelisches Model, Schauspielerin und Influencerin. Bekannt wurde sie vor allem als Gesicht von Castro Mode und durch mehrere Titelblätter internationaler Frauenzeitschriften. Auf ihrem offiziellen Instagram-Account hat sie rund 1,3 Mio. Follower. Von der Internetplattform TC Candler wurde Shelbia zur Most Beautiful Face of 2020 gekürt.

## Biografie
Shelbia ist die Tochter von Ofra und Ofer Cohen, zweier orthodoxer Juden aus Naharija. Als beruflichen Nachnamen verwendet sie ihren zweiten Vornamen, der ihr zum Gedenken an die tunesisch-jüdische Familie ihrer djerbischen Urgroßmutter gegeben wurde.
Im Jahr 2020 stand Shelbia vor der Wahl, den Zivildienst beim Sherut Leumi anzutreten, etwas, wofür sich die meisten religiösen jungen Frauen in Israel entscheiden, oder als Soldatin in den Israelischen Verteidigungsstreitkräften zu dienen. Sie trat schließlich der israelischen Luftwaffe bei, weil die IDF ihr den Sonderstatus Active Artist gewährten, damit sie ihre Modelkarriere weiter vorantreiben konnte. Allerdings wurden ihr diese Privilegien noch während ihres Dienstes wieder entzogen.
Seit 2022 ist ihr Freund der israelische Sänger Omer Adam. Sie lebt mit ihm zusammen in Dubai.

## Modelkarriere
Aus Spaß begann sie damit, auf Instagram Selbstporträts zu teilen, die sie kurz vor ihrem 16. Lebensjahr aufgenommen hatte. Die Fotografin Marina Moskowitz stieß auf ihren Account und machte professionelle Fotos von ihr. Diese wiederum bekam Omri Yaari, der Gründer von IT Models aus Tel Aviv, zu Gesicht, der Shelbia unter Vertrag nahm.

### Erste Aufträge und Konflikte wegen ihres Glaubens
Shelbia hält sich wegen ihres orthodox-jüdischen Hintergrunds strikt ans Kaschrut und befolgt auch den Schabbat. Als sie als Jugendliche jedoch anfing zu modeln und allmählich bekannt wurde, hat dies bei ihrer orthodox-jüdischen Gemeinde in Naharija aber heftige Kontroversen ausgelöst, was zusätzliche Aufmerksamkeit israelischer Medien erzeugte. Ihr Entschluss, einer künftigen Modelkarriere nachzugehen, führte schon bald auch zu Meinungsverschiedenheiten und Widerstand in ihrer Ulpana, einer nur von Mädchen besuchten Oberschule, die neben dem staatlichen Lehrplan auch intensive Studien der Tora im Unterrichtsplan hat. Dass Mädchen in einer Ulpana zur Schule gehen, ist vor allem in religiös-zionistischen Gemeinschaften nichts Ungewöhnliches. Der Schuldirektor drohte damit, einen Brief an das israelische Bildungsministerium zu schicken, um Shelbia vom Unterricht auszuschließen. Ihre Familie unterstützte jedoch ihren Wunsch, als Model zu arbeiten, solange dies ihre Religionsstudien nicht beeinträchtigte. Nach Rücksprache mit dem israelischen Bildungsministerium durfte sie ihr Studium unter der Bedingung fortsetzen, bestimmte Richtlinien zu befolgen.
Allerdings führte die Kombination einer Modelkarriere mit einem religiösen Lebensstil zu Schwierigkeiten, auch im Hinblick auf die Sittsamkeit der Kleidung. Während einer Modelkampagne in Mailand ernährte sich Shelbia vier Tage lang nur von Salzcrackern, da sie kein koscheres Essen finden konnte. Yael Shelbia sagte in einem Interview, sie habe damals als Jugendliche viele Modelverträge verloren, weil sie auch den Schabbat einhielt und das Tragen und Präsentieren freizügiger Kleidung ablehnte.
Zu Beginn modelte Shelbia für die israelischen Modeketten Fox und Castro. Während ihres schnellen Erfolgs in Israel arbeitete sie oft mit anderen Models ihres Landes zusammen, wie zum Beispiel Schlomit Malka, Dorit Revelis oder Sofia Mechetner. Später folgten Kampagnen in verschiedenen Ländern und Städten auf der ganzen Welt wie Paris und Mailand sowie in Monaco, Schweden, Polen und den Vereinigten Staaten.

### Spätere Entwicklung
Seit 2017 ist Shelbia das Gesicht der israelischen Modekette Renuar.
Im Jahr 2018 modelte sie für die Marke KKW Beauty von Kim Kardashian, wo ihre Fotos von Kim Kardashian persönlich ausgewählt wurden. Ein Jahr später wurde sie von Kylie Jenner dazu bestimmt, ihre Pflegemarkenkampagne zu präsentieren.
Im Jahr 2020 wurde Shelbia von der Internetplattform TC Candler zum „Schönsten Gesicht von 2020“ gewählt. Allerdings musste Shelbia einen Tag nach der Wahl einen Shitstorm mit anti-israelischer Propaganda über sämtliche von ihr benutzten Social-Media-Accounts über sich ergehen lassen.
Im Jahr 2021 wurde Shelbia auch vom Magazin Maxim zu den „100 heißesten Frauen“ gewählt. Nach dem Friedensvertrag zwischen Israel und den Vereinigten Arabischen Emiraten zierte sie im Februar 2021 das Cover von L’Officiel Arabia, einem Modemagazin aus Dubai, und war somit das erste israelische Model überhaupt, das auf dem Titelblatt einer arabischen Frauenzeitschrift abgedruckt wurde. 2022 landete sie erneut auf der Liste von TC Candler und belegte den 7. Platz.
Von Forbes Israel wurde Shelbia 2022 auf ihre Liste Forbes 30 Under 30 gewählt.

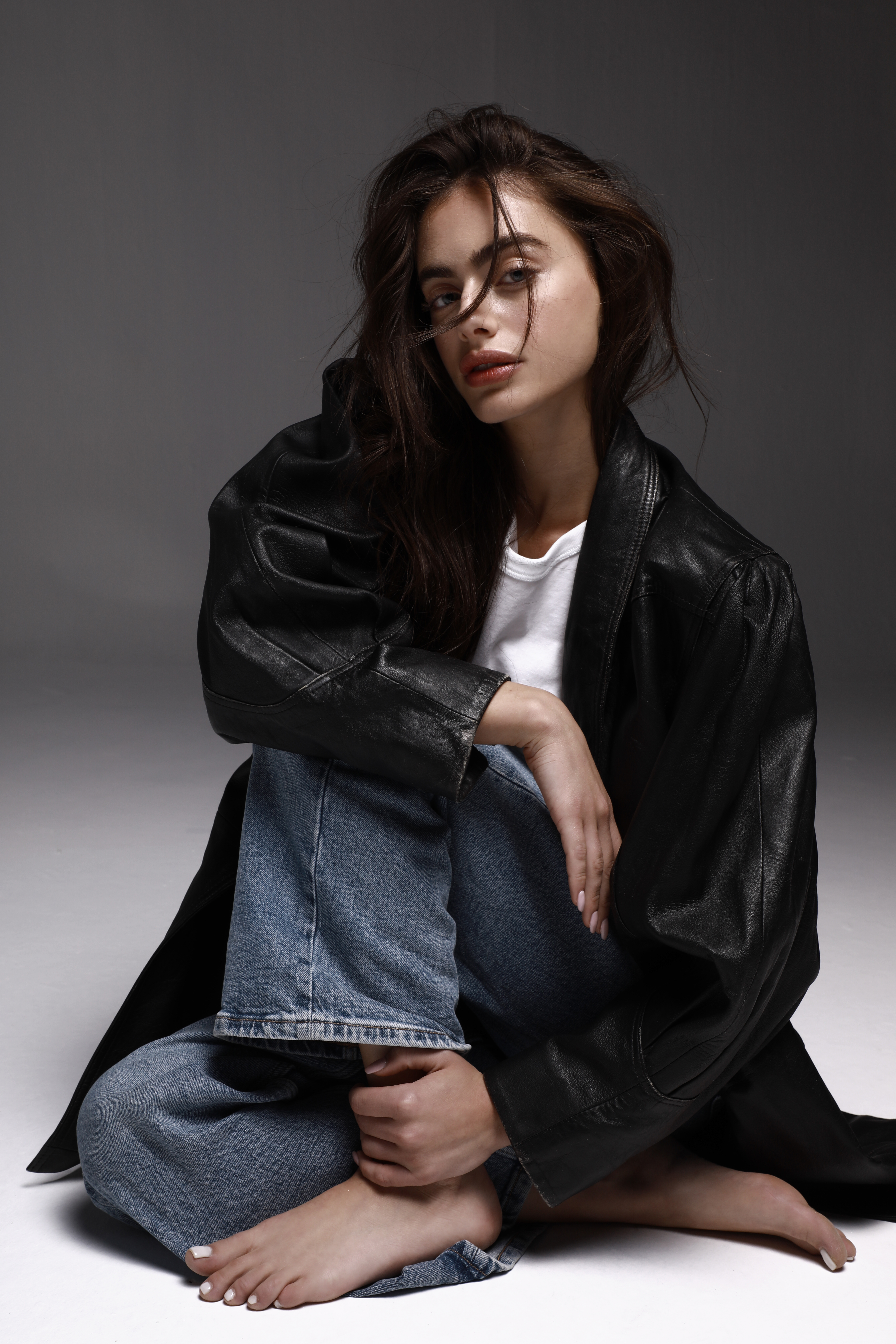
Yael Shelbia (2022)

## Weitere Tätigkeiten
Als Influencerin betreibt Shelbia einen Instagram-Account und erreicht damit rund 1,3 Mio. Follower. Auf dem Videoportal TikTok veröffentlicht sie vor allem Beauty-Tipps.
Im Jahr 2019 wurde sie für ihre erste größere Schauspielrolle in einer Fernsehserie über die israelischen Palmach-Streitkräfte gecastet. Dabei handelt es sich um eine Teenager-Abenteuerserie, die im Jahr 1946 spielt, zwei entscheidende Jahre vor der Gründung des Staates Israel. Eine scheinbar unschuldige Farm fungiert heimlich als Trainingsbasis des Palmach und Rekrutierungszentrum für außergewöhnliche Jugendliche sowie als Heimatbasis für illegale jüdische Einwanderungsmissionen und Spezialeinheiten gegen das britische Völkerbundsmandat. Die Serie debütierte im Jahr 2020 auf der israelischen Version von TeenNick, das über das Satellitenfernsehen von yes.tv empfangbar ist. Shelbia spielte darin die Ruth Hirsch.
Im Frühjahr 2023 nahm sie zusammen mit der Sängerin Anna Zak an einer YouTube-Serie namens Screams teil, in der sie Achterbahnen in verschiedenen Parks auf der ganzen Welt rezensierte. Ebenfalls im Februar 2023 war sie in der zehnten Staffel von Mehubarim +, einer vom israelischen Fernsehsender HOT3 ausgestrahlten Doku-Soap, zu sehen. Darin berichten jeweils fünf Prominente über ihr tägliches Leben.

## Filmografie
- 2020–2022: Palmach (14 Episoden, als Ruth)
- 2023: Mehubarim + (Doku-Soap, drei Episoden)
- 2023: Screams (Webserie, mehrere Episoden)